# Andrew Bacevich
Andrew J. Bacevich (Normal, 5 luglio 1947) è un politologo statunitense.
Andrew J. Bacevich Sr. è professore di relazioni internazionali alla Boston University ed ex ufficiale dell'Esercito degli Stati Uniti. Dal 1998 al 2005 è stato direttore del Centro per le relazioni internazionali della Boston University; è autore di diversi libri, tra i quali American Empire: The Realities and Consequences of US Diplomacy (2002), The New American Militarism: How Americans are Seduced by War (2005) e The Limits of Power: The End of American Exceptionalism (2008). Bacevich è stato costantemente ed esplicitamente critico dell'occupazione militare dell'Iraq, considerando il conflitto un fallimento catastrofico. In marzo del 2007 Bacevich descrive l'appoggio di George W. Bush a una Guerra preventiva come "immorale, illecito, e imprudente." Nell'estate del 2010 ha accusato il Presidente Barack Obama di "volere dimenticare la lezione dell'Iraq."

## Biografia
Nel 1969 Bacevich si è laureato a West Point e ha combattuto come ufficiale dell'esercito nella guerra del Vietnam tra il 1970 e il 1971. Successivamente ha servito in Germania nell'11º Reggimento di Cavalleria Motorizzata, poi negli Stati Uniti e nel Golfo Persico; si è congedato dall'esercito con il grado di colonnello nei primi anni novanta. Ha un Ph.D. in Storia Diplomatica Americana dalla Princeton University, e ha insegnato a West Point e alla Johns Hopkins University prima di diventare professore alla Boston University nel 1998. Nel 2019 ha fondato il Quincy Institute for Responsible Statecraft, di cui è presidente.
Ha origini inglesi, irlandesi, tedesche e lituane.

## Pubblicazioni
Bacevich si è dichiarato un “cattolico conservatore” e le sue prime pubblicazioni sono state in riviste politiche, tra le quali il Wilson Quarterly. Diversi articoli esprimono disillusione e critiche all'amministrazione Bush (2000-2008) e ai vari intellettuali che la sostenevano sulle questioni di politica estera americana.
Bacevich è critico della politica estera americana post Guerra fredda, sostenendo che gli Stati Uniti hanno subordinato la diplomazia ai militari e sviluppato un'eccessiva dipendenza dalle Forze Armate per raggiungere i propri obbiettivi in politica estera. Afferma anche che la burocrazia federale e lo stesso popolo americano sovrastimano l'utilità della forza militare in politica estera. L'immagine romantica della guerra nella cultura popolare, formata da cinema e televisione, si combina con l'inesperienza militare della grande maggioranza della popolazione americana e finisce per produrre una nozione completamente irreale e pericolosa di ciò che è la guerra e il servizio militare.
Bacevich ha scritto Il nuovo militarismo americano non solo come correzione di quella che è diventata l'usuale critica della politica americana dall'11 settembre in poi, ma anche come una sfida all'ortodossia dominante che si serve di un contesto storico manipolato per giustificare la politica estera militarizzata. Cerca tuttavia di inserire la politica estera attuale in una tradizione americana che risale alla presidenza di Woodrow Wilson, una tradizione di interventismo e di politica estera militarizzata che ha forti radici trasversali; per sostenere questa tesi utilizza Charles Beard e William Appleman Williams, due influenti storici americani del ventesimo secolo. Bacevich si smarca dalla polarizzazione partitica dell'attuale dibattito americano in politica estera, che considera miope e destoricizzato. Invece di incolpare solo un presidente (e i suoi consiglieri) di politica estera, Bacevich indica Repubblicani e Democratici come responsabili della politica che danneggia il vero interesse nazionale americano.
Nel marzo del 2003, al tempo dell'invasione dell'Iraq Bacevich scrive sul Los Angeles Times che “se, come sembra probabile, lo sforzo incontrerà una resistenza più grande di quella immaginata dagli architetti della guerra, la vita della nazione americana potrebbe essere messa in discussione in modi che, al confronto, la Guerra del Vietnam sembrerà un piccolo incidente della storia americana.”
In un articolo sul The American Conservative datato 24 marzo 2008, Bacevich indica il candidato presidente Barack Obama come la scelta migliore per i conservatori nelle elezioni autunnali. Parte della motivazione della sua scelta politica includeva il fatto che il democratico di sinistra ha promesso di mettere fine al ruolo combattente degli Stati Uniti in Iraq. "questa promessa, se mantenuta, porterà anche ad un vero risorgimento della posizione conservatrice." Continua anche dicendo che "è vana la speranza che un altro presidente repubblicano possa sistemare le cose. Chi crede che un presidente John McCain possa ridurre l'invadenza onnicomprensiva del governo federale, che possa ridimensionare la presidenza imperiale, e che riesca a tagliare le spese a ciò che è necessario, rimarrà profondamente deluso."
Sul Boston Globe dell'11 ottobre 2009 Bacevich scrisse che la decisione di aumentare le truppe di occupazione in Afghanistan è la scelta che determina il destino del governo Obama; “Se la guerra afgana diviene la questione pressante e prioritaria del governo Obama – come l'Iraq per il suo predecessore, e come il Vietnam per Lyndon Johnson, e la Corea per Harry Truman – l'effetto inevitabile sarà quello di compromettere le prospettive di riforma del sistema generale. "Rimettere in ordine l'Iraq o l'Afghanistan finisce per avere la precedenza sul risolvere i problemi di Cleveland e Detroit," scrive Bacevich nel 2010.
Nel suo articolo Non credente nella rivista The New Republic del 7 luglio del 2010 Bacevich paragona il Presidente George Bush - che definisce come ostinato nell'errore ma sincero -, con il Presidente Obama, che per Bacevich non crede nella guerra in Afghanistan ma che la sostiene per cinismo e tornaconto politico: “chi bisogna disprezzare di più: il comandante in capo delle Forze Armate che manda giovani americani a morire per una causa, anche se sbagliata, in cui egli crede sinceramente? O il comandante in capo che manda giovani americani a morire per una causa nella quale egli manifestamente non crede e pure si rifiuta di abbandonare?"
Bacevich affronta questa apparente contraddizione della sua posizione su Obama nell'intervista dell'11 ottobre al Guernica Magazine. Sebbene Obama durante la campagna elettorale del 2008 abbia affermato ripetutamente di credere nella guerra in Afghanistan, Bacevich è diventato più critico di Obama per la sua decisione di aumentare le truppe: "Interpreto la sua retorica elettorale sull'Afghanistan come un tentativo di pararsi dall'accusa di essere un codardo in materie di sicurezza nazionale. Ma la sua decisione di intensificare la guerra in Afghanistan non era quello che i suoi sostenitori chiedevano a gran voce."

### Washington Rules (2010)
Le regole di Washington. La strada dell'America verso la guerra permanente del 2010 riassume le posizioni di Bacevich sviluppate nelle sue pubblicazioni tra il 2000 e il 2010, anche se il percorso personale di Bacevich di allontanamento dall'ortodossia inizia alla Porta di Brandeburgo, poco dopo la Caduta del Muro di Berlino, la città simbolo ed epicentro della storia del secolo scorso. Bacevich identifica e descrive una fede, un credo americano e una ortodossia che fino ad allora non aveva mai messo in dubbio:
(Washington Rules, p.12)
Questo credo afferma entusiasticamente una realtà invisibile anche contro tutte le evidenze empiriche e contro ogni forma di pragmatismo e buon senso. In questo senso si tratta di un credo secolare, una fede che nasconde cose che tutti gli infedeli vedono, ma mostra una realtà che solo i credenti vedono:
(Washington Rules, p.180)
Poi Bacevich, utilizzando polemicamente il linguaggio di una religione civile e secolarizzata, identifica anche una sacra triade o una Trinità del Credo americano, incentrata sui superpoteri militari della nazione eletta:
(Washington Rules, p. 14)
Per Bacevich la “Roma” di questa religione universale è Washington D.C., mentre la “Santa Sede” di questo superpotere militare è il Pentagono, il Dipartimento della Difesa. “Il nome Dipartimento della Difesa è fuorviante, esso è in realtà divenuto il Ministero del Mantenimento dell'Ordine Globale.”
Il saggio di Bacevich inizia con una introduzione, L'alunno lento, che è una breve autobiografia intellettuale e di come un colonnello americano quarantenne inizia un percorso di progressivo allontanamento da una “confortevole ortodossia,” cioè dal credo americano, e diviene un eretico, che vuole superare la presente e falsa ideologia della sicurezza nazionale. Ed è sorpreso di vedere il popolo americano “che ha per molto tempo ha temuto gli eserciti permanenti come una minaccia alla libertà, che si è convinto che la difesa della libertà richieda di sprecare enormi risorse nelle forze armate.”
Nel Capitolo 1, L'avvento della semi-guerra, Bacevich descrive la costruzione nel '900 di un enorme complesso militare americano sempre più autoreferenziale, formato da una casta incontrollata, dotata di privilegi e risorse, che pervade ogni aspetto della vita civile in nome della propria missione superiore; una guardia repubblicana della nazione e del mondo. Bacevich si concentra su due architetti di due regni della sicurezza nazionale, Allen Dulles e Curtis LeMay. Il primo si occupa della costruzione della CIA dal 1947. Il secondo è l'artefice del regno del SAC, Strategic Air Command, in Omaha (Nebraska): “nel 1970 il SAC era in grado di colpire e annientare oltre 10.000 bersagli nel mondo con atomiche, in nome della deterrenza e il suo motto era “La pace è il nostro lavoro”.
Nel Capitolo 2, L'illusione della flessibilità e del controllo, Bacevich tratta degli anni di Kennedy, del Vietnam, e della necessità per gli Stati Uniti di dimostrare al mondo la propria capacità e volontà di ingaggiare guerre non nucleari ovunque, senza nascondersi dietro la distruzione reciproca assicurata dall'olocausto nucleare. Qui Bacevich affronta anche il problema del controllo della Casa Bianca e del potere politico sull'apparato già immenso della sicurezza nazionale, e vi è una lunga analisi della crisi cubana dal punto di vista della relazione del potere politico e quello militare. Con il Vietnam poi la politica perde ulteriormente il controllo delle spese militari.
Il Capitolo 3, La restaurazione del Credo, e il Capitolo 4, La ricostruzione della Trinità, affrontano il periodo dagli anni 70 alla guerra globale contro il terrorismo. Bacevich analizza l'indebolimento del credo americano dopo il colossale fallimento della Guerra del Vietnam; la fine del servizio di leva obbligatorio (Nixon, 1973), dopo il quale i soldati iniziano a essere una merce costosa. Nel 1965 un soldato di leva veniva pagato meno di 90 dollari al mese, mentre dal 1973 è volontario e professionista. Particolarmente interessante in questi capitoli è l'analisi politica e militare non basata sullo spartiacque dell'11 settembre. Bacevich non si fa irretire da teorie cospiratorie sull'evento, ma rimane sull'analisi dello sviluppo completamente interno agli Stati Uniti del Credo Americano e della Triade. Al momento del passaggio da Bush a Obama nel 2009, “la frase guerra globale al terrorismo era già diventata un cliché che odorava di inganno, stupidità, e di spreco colossale.”
Il Capitolo 5, Falsa Controinsurgenza, affronta il cambiamento di strategia dopo la trasformazione della guerra in Iraq da “guerra che non possiamo perdere a guerra che non vale la pena combattere”. La fine della guerra in Iraq avviene sia per la vittoria democratica alle elezioni del 2008, sia perché la nozione di una guerra senza fine era il risultato del fallimento della shock and awe e della guerra lampo di Donald Rumsfeld. Il Credo Americano si deve ricostruire così sul COIN – la strategia della Contro-insurgenza: della collaborazione con gli eserciti locali nel costruire la sicurezza di un paese, e cioè nel ricostruire un paese (nation building). Bacevich, da militare, ridicolizza la ridefinizione post-moderna di guerra di David Petraeus e del suo protetto Stanley A. McChrystal, che propone in Afganistan una strategia da solo 600 bilioni di dollari (33.000 soldati americani in aggiunta, oltre ai 7,000 dalla NATO). Petraeus, difensore della ortodossia, è perfino paragonato al prefetto per la Congregazione per la Dottrina della Fede, mentre McChrystal è il superman messianico che ricostruirà l'Afganistan. Cambiano i termini, ma il Credo e la Trinità è riaffermata: dalla “guerra globale al terrore” di Bush alla “campagna globale di controinsurgenza” (G-COIN) di Obama (in Afganistan, ma anche in Pakistan, Yemen, etc.). Obama mantiene lo status quo: lo stato di guerra permanente.
Il Capitolo 6, Coltivare il nostro giardino, inizia con un paragone dell'attuale credo americano alla mentalità dogmatica e rigida dei sovietici: i vecchi nemici del mondo libero, flessibile, pragmatico. I costi della guerra continua e indefinita richiesti dal credo americano sono insostenibili: promettono pace e prosperità e invece conducono alla guerra perpetua e all'insolvenza, perché la guerra senza fine porta all'indebitamento illimitato. Non solo lo spreco di risorse per il Leviatano, che chiede sempre più denaro, è un furto di risorse alla vita civile, ma è prima di tutto un furto ai poveri. La “Guerra è la ricchezza dello stato,” dei burocrati della guerra e della falsa sicurezza nazionale, di aziende militari, di politici.
Chi si avvantaggia di questa missione militare permanente in nome della sicurezza della nazione e del mondo, delle Regole di Washington? Chi aumenta profitti, privilegi e potere? Politici eletti, amministratori di aziende e lobbisti, ammiragli e generali, funzionari dell'apparato della sicurezza nazionale, intellettuali-teologi al Credo e alla Trinità della religione civile della guerra permanente riuniti in Think Tanks. I militari di alto grado che fanno seconde carriere dopo il congedo all'interno delle aziende produttrici di armi, politici che portano commesse ai propri elettori e finanziatori, in sintesi quello che Dwight D. Eisenhower chiamava il complesso militare-industriale.
Bacevich arriva a dire sulla Washington di oggi:
(Washington Rules, pp. 228-9)
Il potere tende a corrompere, il potere assoluto corrompe assolutamente, diceva Lord Acton. Il potere irresponsabile e ab-solutus in nome della sicurezza nazionale e mondiale, è corrotto e pericoloso. Bacevich non è un pacifista, anche se può sembrarlo perché come i pacifisti chiaramente rimanda alla realtà brutale della guerra, ai suoi costi diretti umani ed economici, e a quelli indiretti, cioè alla sottrazione di risorse alla vita civile. Non ha problemi con l'esistenza di eserciti e di armi, o degli stessi produttori di armi. La tragedia rilevata da Bacevich si verifica quando questi eserciti e il complesso industriale della sicurezza e della difesa pensano di essere investiti dai poteri messianici di una falsa religione civile che nasconde i limiti della guerra e del potere: limiti etici, limiti legali e democratici, e soprattutto limiti di efficacia. E questo accade quando un paese come gli Stati Uniti di fatto affida la propria politica estera al Dipartimento della Difesa, e militarizza la sicurezza interna del paese più libero e aperto del mondo.

## Opere

### Libri
- Washington Rules: America's Path to Permanent War (Macmillan, USA, 2010) ISBN 0-8050-9141-6
- The Limits of Power: The End of American Exceptionalism (Macmillan, USA, 2008) ISBN 0-8050-8815-6
- The Long War: A New History of U.S. National Security Policy Since World War II (Columbia University Press, USA, 2007) ISBN 0-231-13158-5
- The New American Militarism: How Americans Are Seduced by War (Oxford University Press Inc, USA, 2005) ISBN 0-19-517338-4
- American Empire: The Realities and Consequences of US Diplomacy (Harvard University Press, 2004) ISBN 0-674-01375-1

### Articoli
Andrew Bacevich, America Decides: Is Change in the Heir?, in The Diplomat, vol. 7, n. 3, settembre/ottobre 2008,  pp. 28-30.